# 特斯塔馬

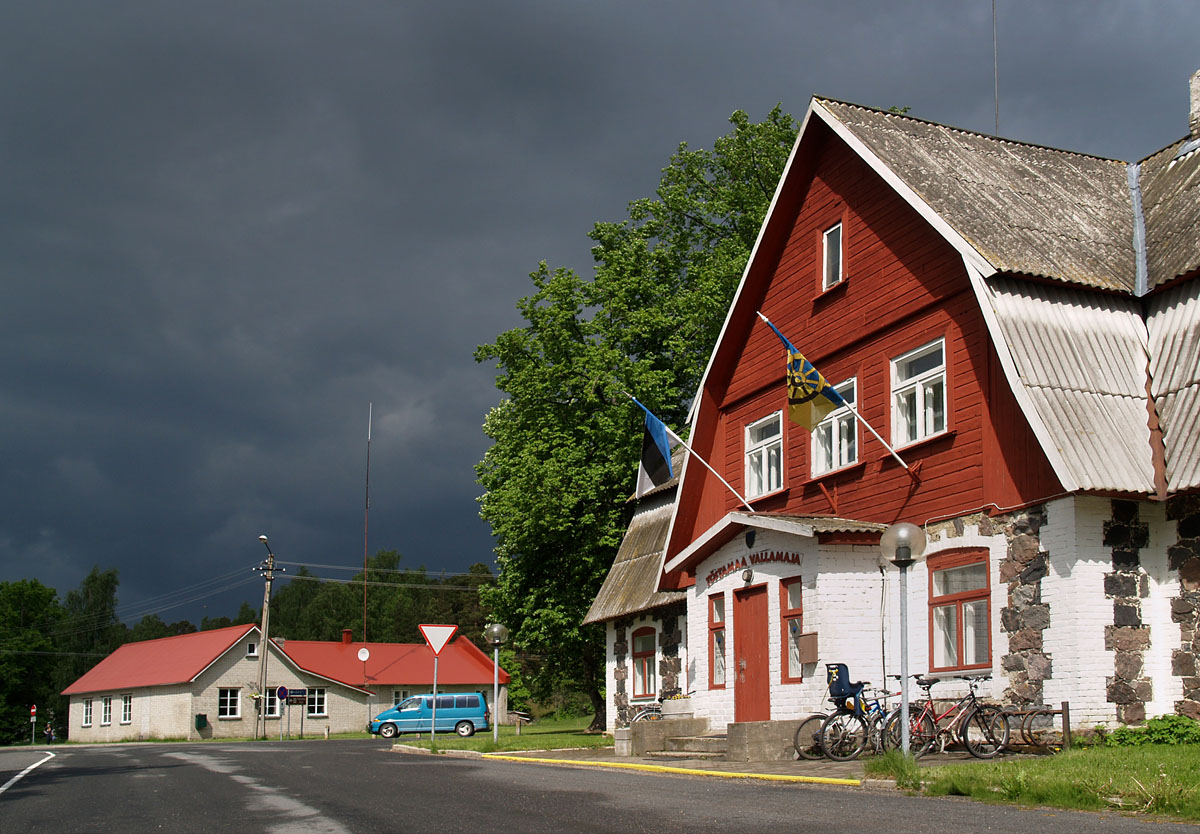
特斯塔马市政厅

特斯塔馬，是愛沙尼亞派爾努縣派尔努市镇内的小鎮，位於該國西南部，曾是原特斯塔馬市镇的行政中心，處於首都塔林以南130公里，海拔高度13米，2012年該小鎮人口639。